# Moore und Wälder im Hochsolling, Hellental
Die Moore und Wälder im Hochsolling, Hellental sind ein Naturschutzgebiet in der niedersächsischen Stadt Holzminden, dem gemeindefreien Gebiet Merxhausen und der Gemeinde Heinade in der Samtgemeinde Eschershausen-Stadtoldendorf im Landkreis Holzminden sowie der Stadt Dassel und dem gemeindefreien Gebiet Solling im Landkreis Northeim.

## Allgemeines
Das Naturschutzgebiet mit dem Kennzeichen NSG HA 149 ist circa 578,9 Hektar groß. Es ist Bestandteil des 1430 Hektar großen FFH-Gebietes „Moore und Wälder im Hochsolling, Hellental“ und des 4060 Hektar großen EU-Vogelschutzgebietes „Solling“. Im Geltungsbereich der Naturschutzverordnung ersetzte es die Landschaftsschutzgebiete „Solling-Vogler“ und „Solling“. Das Naturschutzgebiet ist überwiegend vom Landschaftsschutzgebiet „Solling-Vogler“ umgeben. Nach Osten schließt sich das Naturschutzgebiet „Moore und Wälder im Hochsolling“ an. Die bisherigen Naturschutzgebiete „Hellental“, „Vogelherd“, „Mecklenbruch“ und „Torfmoor“ sind im Naturschutzgebiet „Moore und Wälder im Hochsolling, Hellental“ aufgegangen. Das Gebiet steht seit dem 29. Juni 2019 unter Naturschutz. Zuständige untere Naturschutzbehörden sind die Landkreise Holzminden und Northeim.

## Beschreibung
Das Naturschutzgebiet liegt südöstlich von Holzminden im Solling innerhalb des Naturparks Solling-Vogler. Es stellt das Hellental südwestlich der Ortslage von Hellental mit seinen Hangbereichen, daran angrenzende Waldgebiete auf dem Vogelherd und dem Dasseler Mittelberg sowie das Mecklenbruch nordöstlich der Ortslage von Silberborn und das südöstlich der Ortslage von Silberborn zwischen Moosberg und Dasseler Mittelberg liegende Torfmoor unter Schutz. Große Teile des Naturschutzgebietes sind bewaldet. Großflächig wachsen auf gut nährstoffversorgten Böden Hainsimsen-Buchenwälder. Ein 10,8 Hektar großer Bereich auf dem Vogelberg ist seit 1972 als Naturwald ausgewiesen. Die Buchenwälder werden von der Rotbuche dominiert. Dazu gesellen sich Eiche, Birke oder Eberesche, stellenweise auch Esche und Bergahorn. In der Krautschicht siedeln Pillensegge, Drahtschmiele, Weißliche Hainsimse, Dorniger Wurmfarn, Sauerklee, Zweiblättrige Schattenblume, Siebenstern, Heidelbeere und Schönes Widertonmoos. An lichteren Stellen ist teilweise auch Landreitgras zu finden. Neben den Hainsimsen-Buchenwäldern kommen auf Muschelkalkböden kleinräumig auch Waldmeister-Buchenwälder mit Rotbuche, Bergahorn, Spitzahorn und Esche vor. Die Krautschicht wird von Waldsegge, Waldgerste, Einblütigem Perlgras, Waldbingelkraut, Aronstab, Waldzwenke, Goldnessel, Nesselblättrige Glockenblume, Vielblütiger Weißwurz, Großer Sternmiere, Sauerklee und Waldziest, vereinzelt auch Seidelbast, gebildet. Die Buchenwälder verfügen über einen hohen Alt- und Totholzanteil.
Im Bereich von Quellaustritten und im Bereich des Oberlaufs der aus dem Mecklenbruch kommenden Helle stocken auch Auenwälder mit Erle und Esche. Weiterhin sind hier Quellsümpfe zu finden. Die Auwälder und Quellsümpfe beherbergen Sumpfdotterblume, Hohe Schlüsselblume, Bitteres Schaumkraut, Wechselblättriges und Gegenblättriges Milzkraut, Hainsternmiere, Bergehrenpreis, Mittleres Hexenkraut, Sumpfpippau, Bachnelkenwurz, Großes Springkraut, Blutampfer, Waldschachtelhalm, Rasenschmiele, Riesenschwingel, Waldhainsimse, Sumpfsegge und Winkelsegge.
Das Hellental, ein tief eingeschnittenes Bachtal, ist vielfach von extensiv genutztem Grünland geprägt, das teilweise als Borstgrasrasen ausgeprägt ist. Stellenweise sind Reste montaner Bergwiesen zu finden. Die das Tal durchfließende Helle wird teilweise von Feuchtwiesen und Ufergehölzen begleitet. Eine geologische Besonderheit des Hellentals sind die Bachschwinden und Erdfälle. Die Grünländer beherbergen je nach Ausprägung Wiesenflockenblume, Wiesenpippau, Wiesenlabkraut, Kleiner Klee, Zaunwicke, Ackerwitwenblume, Magerwiesenmargerite, Frauenmantel, Ährige Teufelskralle, Borstgras, Bleiche Segge, Pillensegge, Vielblütige Hainsimse, Arnika, Dreizahn, Harzer Labkraut, Bergplatterbse, Blutwurz, Waldehrenpreis, Bärwurz, Wiesensegge, Hasenfußsegge, Hirsesegge, Sparrige Binse und Waldläusekraut. Bei einer Kartierung des Tals Anfang der 1990er-Jahre wurden darüber hinaus zahlreiche weitere Pflanzenarten nachgewiesen.
Oberhalb des Hellentals und zwischen Moosberg und Dasseler Mittelberg finden sich mit dem Mecklenbruch als größtem Hochmoor im Solling und dem Torfmoor zwei vermoorte Gebiete mit Nieder-, Übergangs- und Hochmooren. Hier stocken vielfach aus Moorbirken gebildete, sehr alte Moor- und Bruchwälder mit einem hohen Totholzanteil und torfmoosreicher Krautschicht, in der unter anderem auch Pfeifengras, Goldenes Frauenhaarmoos und Rauschbeere siedeln. Insbesondere im Mecklenbruch, der durch Wiedervernässungs- und Entkusselungsmaßnahmen renaturiert wurde, sind auch waldfreie Bereiche mit den Torfmoosen Sphagnum magellanicum, Sphagnum capillifolium, Sphagnum cuspidatum und Sphagnum fallax und den Laubmoosen Polytrichum strictum und Warnstorfia fluitans sowie Glockenheide, Rosmarinheide, Besenheide, Rundblättrigem Sonnentau und Gewöhnlicher Moosbeere sowie Seggen- und Wollgrasrieden mit Wiesen-, Igel- und Grausegge sowie Schmalblättrigem und Scheidigem Wollgras vorhanden.
Die Wälder sind Lebensraum von Luchs, Wildkatze und Haselmaus sowie von Uhu, Sperlings- und Raufußkauz und verschiedener Spechte, darunter Schwarz-, Grau-, Mittel- und Kleinspecht. Die Grünländer des Hellentals sind z. B. Lebensraum des Wiesenpiepers, aber auch vieler anderer Vogelarten. So sind unter anderem auch Schwarzstorch, Rot- und Schwarzmilan, Neuntöter und Raubwürger im Gebiet heimisch. Das Naturschutzgebiet beherbergt verschiedene Fledermäuse wie das Große Mausohr und zahlreiche Libellenarten, darunter die Arktische Smaragdlibelle, Torfmosaikjungfer, Hochmoormosaikfungfer, Kleine und Große Moosjungfer, Speerazurjungfer, Kleine Binsenjungfer und Schwarze Heidelibelle. Die Wiesen im Hellental bieten verschiedenen Heuschrecken sowie zahlreichen Schmetterlingen einen geeigneten Lebensraum, darunter dem Braunfleckigen Perlmuttfalter.
Das Naturschutzgebiet ist überwiegend von weiteren Waldgesellschaften des Sollings umgeben. Stellenweise verlaufen öffentliche Straßen durch des Naturschutzgebietes, darunter die Landesstraße 549 bei Silberborn. Teile des Schutzgebietes sind durch Wanderwege erschlossen. Durch Mecklenbruch und Hellental verläuft ein Abschnitt des Weserberglandweges. Durch das Mecklenbruch verläuft ein Holzsteg, an dem sich ein Aussichtsturm befindet. Im Hellental ist mit dem „Graslandpfad“ ein Naturlehrpfad eingerichtet, der teilweise durch das Naturschutzgebiet verläuft und die Besonderheiten des Tals erklärt und erlebbar macht. In den Wiesenhängen sind Spuren des historischen Bewässerungssystems der Wiesen, die teilweise noch bis in den Anfang des 20. Jahrhunderts genutzten Fleuregräben, erhalten. Mithilfe der Fleuregräben wurden die Wiesen mit Quellwasser bewässert. Die Gräben waren mit Schleusen versehen, die eine gezielte Bewässerung einzelner Wiesenabschnitte erlaubten.